# Laurie J. Lafferty
Laurie J. Lafferty (Vandalia, 1951) is een Amerikaanse componiste, muziekpedagoge, dirigente en hoorniste. 

## Levensloop
Lafferty studeerde aan het Baldwin-Wallace College Conservatorium in Berea en behaalde haar Bachelor of Music in muziekopleiding. Daarnaast studeerde zij aan de Youngstown State University in Youngstown, waar zij haar Master of Music behaalde. Haar studies voltooide zij aan de Kent State University in Kent en promoveerde tot Ph.D. (Philosophiæ Doctor) in muziekopleiding. 
Als docente is zij verbonden aan de Universiteit van Akron in Akron. Aldaar is zij verantwoordelijk voor de coördinatie van het onderwijs. Verder is zij dirigente van het harmonieorkest van de Leesburg High School, dirigente van een harmonieorkest aan een "Junior High School" in Wapakoneta en dirigente van harmonieorkesten in openbare scholen in de regio Chagrin Falls. Met haar harmonieorkesten behaalde zij regelmatig prijzen gedurende de landelijke wedstrijden en concoursen georganiseerd door de Ohio Music Education Association. Zij was gastdirigent tijdens nationale en internationale festivals zoals het Midwest Band & Orchestra Clinic in Chicago. 
Lafferty was hoornist in het Lima Symphony Orchestra en docente voor hoorn aan de Ohio Northern University in Ada alsook aan openbare scholen in Ashtabula. 
Zij schreef werken voor orkest, harmonieorkest, kamermuziek en vocale muziek. Verder is zij auteur van diverse artikelen in Amerikaanse vakbladen zoals de magazines "The Instrumentalist", "Band Director's Guide" en anderen. Zij is lid van de Ohio Music Education Association (OMEA).

## Composities

### Werken voor orkest
- Of Pilgrims' Pride, voor jeugdstrijkorkest

### Werken voor harmonieorkest
- 1992 Deux chansons françaises
- 1993 Grandfather's Clock
- 1993 Slumber Sungs
- 1997 The Pipers' Parade
- 2005 Haydn Variations
- 2005 Island Holiday
- 2006 Christmas Variations, voor jeugdharmonieorkest

### Kamermuziek
- Saint Anthony Chorale (naar Ignaz Pleyel), voor koperensemble
- Two Folk Songs, voor hoornensemble

### Werken voor slagwerk
- Trio, voor kleine trommen